# Storia di Garabombo l'Invisibile
Storia di Garabombo l'Invisibile è un romanzo dello scrittore peruviano Manuel Scorza.
È il secondo romanzo del cosiddetto "ciclo andino", conosciuto anche come "La ballata", una raccolta di romanzi che narrano le vicende della lotta che i contadini peruviani attuano per riprendere il possesso delle loro terre.
Il romanzo, pubblicato nel 1972, è frutto della sua personale esperienza nella lotta a favore dei contadini peruviani per il recupero delle loro terre, espropriate in modo coatto dai fazenderos.